# Lillvattnet (Viksjö socken, Ångermanland)
Lillvattnet är en sjö i Härnösands kommun i Ångermanland och ingår i Gådeåns huvudavrinningsområde.